# Tiago Iorc
Tiago Iorc, de son vrai nom Thiago Iorczeski, né le 28 novembre 1985 à Brasilia, dans le District fédéral, au Brésil, est un auteur-compositeur-interprète brésilien.
Écrivant d’abord en anglais, il chante ensuite en portugais à partir de son troisième album Troco Likes. Il reçoit plusieurs prix Grammy Latino dont celui du meilleur album pop contemporain en langue portugaise (en 2017 pour Troco Likes ao Vivo) et celui du Melhor Álbum de Música Popular Brasileira (en 2023 pour Daramô).

## Discographie
| Albums studio - Let Yourself In (2008) - Umbilical (2011) - Zeski (2013) - Troco Likes (2015) - Reconstrução (2019) - Daramô (2022) - Antes Que o Mundo Acabe (2024) | Albums live - Troco Likes ao Vivo (2016) - Acústico MTV: Tiago Iorc (2019) |